# Estação Ferroviária de Fogueteiro
A estação ferroviária de Fogueteiro é uma interface da Linha do Sul, situada na localidade do Fogueteiro, no município do Seixal, em Portugal.

## Descrição

### Localização e acessos
Esta interface tem acesso pela Avenida Libertadores de Timor Loro Sae da localidade de Torre da Marinha, na freguesia de Seixal, Arrentela e Aldeia de Paio Pires (até 2012, na freguesia de Arrentela) do município do Seixal; dista cerca de um quilómetro do centro da localidade nominal, situando-se entre os bairros de Casal do Marco e Quinta dos Lírios.
A Carris Metropolitana opera, desde 2022, 16 carreiras de autocarro, ligando esta estação a vários destinos na Península de Setúbal.

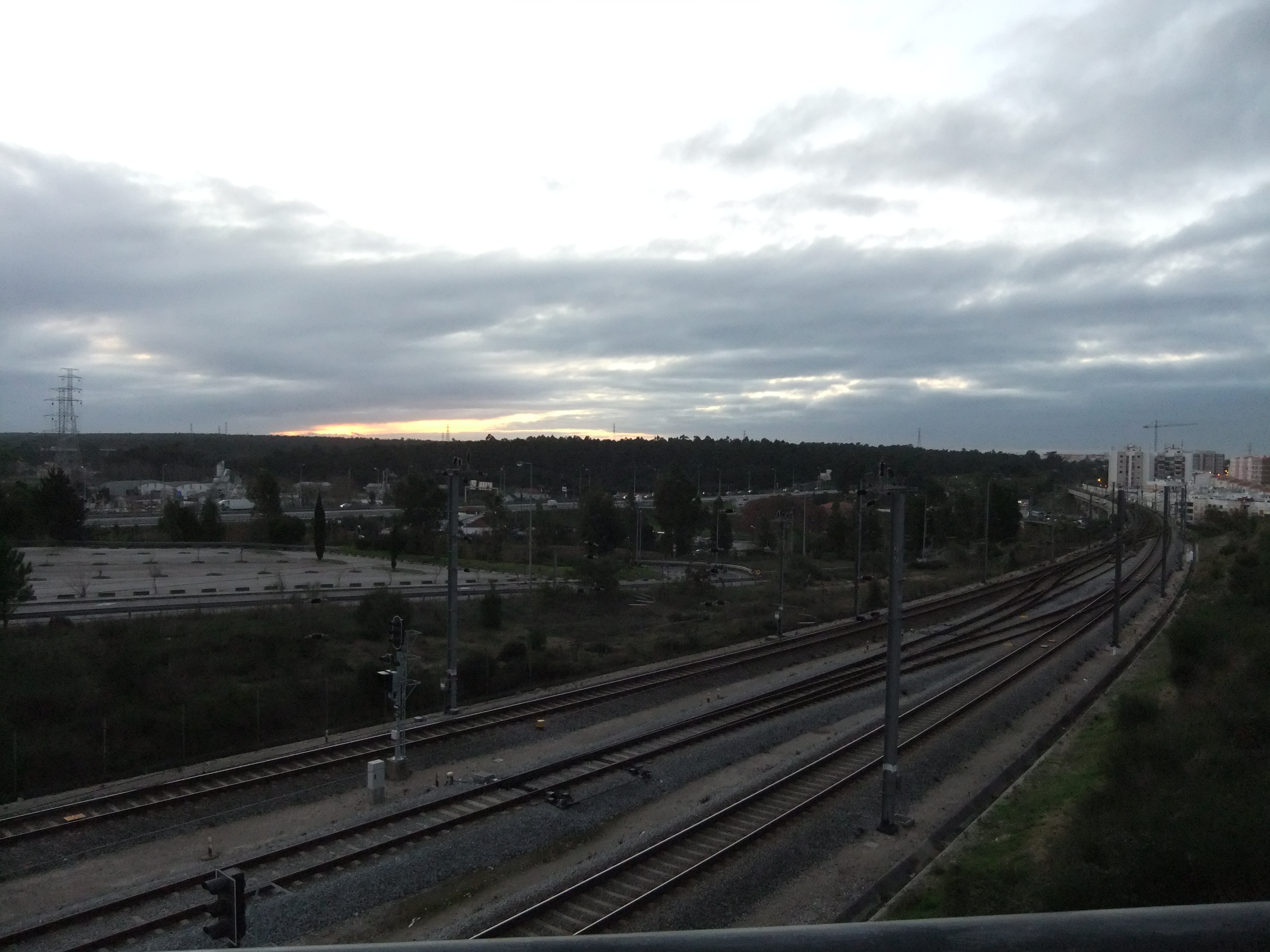
Enquadramento da estação

### Infraestrutura
Em Janeiro de 2011, dispunha de três vias de circulação, com 350, 319 e 341 m de comprimento; as plataformas tinham todas 232 m de extensão, e 85 e 90 cm de altura; em 2022 os valores para a extensão das vias de circulação haviam sido ajustados para 340, 310, 335 m, respetivamente, e todas as plataformas detinham já uma altura de 90 cm.
O local desta interface é um ponto de câmbio nas características da via férrea e do seu uso, nomeadamente mudando aqui o patamar de velocidade mais elevada entre 120-160 km/h (que se estende para noroeste até Corroios) e 160-220 km/h (que se estende para sudeste até Pinhal Novo).

Situa-se perto desta interface a substação de tração de Fogueteiro, de serviço complexo e contratada à I.P., que assegura aqui a eletrificação de parte das linhas do Sul e do Alentejo: entre as zonas neutras de Lagoa da Palha, Alvito, e Mourisca-Sado, e o término do troço eletrificado, no Barreiro; complementarmente existe também a zona neutra de Fogueteiro que divide em duas partes, isolando-as, o referido troço da rede alimentado por esta subestação.

### Serviços
Esta estação é utilizada exclusivamente pelos serviços da operadora de passageiros Fertagus e é por ela gerida. Em dados de 2023, Fogueteiro é servida tipicamente por 76 circulações diárias provenientes de Lisboa (Roma-Areeiro) e 74 no sentido oposto, tendo 27 daquelas e 26 destas o seu outro término em Setúbal (serviço 1), enquanto que as restantes terminam em Coina (serviço 2).

## História
A estação do Fogueteiro foi construída como término do primeiro troço da ligação entre Lisboa (Campolide-A) e a Linha do Sul, inaugurado em 29 de julho de 1999. Foi a estação terminal dos comboios da Fertagus até 2004, data em que a empresa expandiu os seus serviços a Coina e Setúbal.

Operaram até 2022, quando foram substituídos pela Carris Metropolitana, os serviços de autocarro SulFertagus que ligavam intersticialmente cada estação Fertagus a diversos destinos circundantes; os que tinham dístico próprio eram identificados por um número simples e uma letra mnemónica da estação onde cada carreira tinha término e, desde 2019, com uma cor distintiva:  F  (verde néon), no caso do Fogueteiro.